# たばこ事業法
たばこ事業法（たばこじぎょうほう、昭和59年8月10日法律第68号）は、たばこ税の租税が財政収入において財政収入の重要性に鑑み、たばこ産業と国民経済の健全な発展を目的とし、国内産原料用葉たばこの生産や買入れ・製造・販売・販売価格・健康に対するたばこ警告表示・広告に対する勧告などに関する日本の法律である。
所管は財務省。

## 法令概要
この法律の目的は下記の通りである。
| 「 | 第一条 この法律は、たばこ専売制度の廃止に伴い、製造たばこに係る租税が財政収入において占める地位等にかんがみ、製造たばこの原料用としての国内産の葉たばこの生産及び買入れ並びに製造たばこの製造及び販売の事業等に関し所要の調整を行うことにより、我が国たばこ産業の健全な発展を図り、もつて財政収入の安定的確保及び国民経済の健全な発展に資することを目的とする。 | 」 |

となっており、たばこ産業の健全な発展と、それと共にたばこ税による財政収入の安定的確保と、たばこ産業の発展による国民経済の健全な発展を目的としている。この法律によって、たばこに係わる社会的地位存在の重要性と、合法品としてのたばこが、法的に裏付けされている。

## 構成
- 第1章 総則（1・2条）
- 第2章 原料用国内産葉たばこの生産及び買入れ（3 - 7条）
- 第3章 製造たばこの製造（8 - 10条）
- 第4章 製造たばこの販売（11 - 32条）
- 第5章 小売定価（33 - 37条）
- 第6章 雑則（38 - 46条）
- 第7章 罰則（47 - 52条）
- 附則